# Stig Dagerman
Œuvres principales
- Le Serpent (1945)
- L'Île des condamnés (1946)
- Automne allemand (1947)
- L'Enfant brûlé (1948)
- Ennuis de noces (1949)
- Notre besoin de consolation est impossible à rassasier (1952)

Stig Dagerman, né Stig Halvard Jansson, le 5 octobre 1923 à Älvkarleby, et mort le 4 novembre 1954 à Danderyd, est un écrivain et journaliste libertaire suédois.
Il est l'un des écrivains suédois les plus importants des années 1940. De 1945 à 1949, il publie, avec un succès considérable, un grand nombre d'œuvres littéraires et journalistiques. Puis soudain, et sans raison connue, il cesse d'écrire. Il se suicide à l'automne 1954.

## Biographie
Fils d'un ouvrier, et abandonné tout petit par sa mère, Stig est élevé par ses grands-parents à la campagne. Il arrive à Stockholm en 1932 pour vivre avec son père et finir ses études. Il s’inscrit aux jeunesses syndicalistes de Stockholm en 1941.
Il amorce sa carrière littéraire en 1941, d'abord comme journaliste pour des journaux syndicaux. Il s'occupe de la section culturelle du journal Arbetaren où il rencontre Albert Jensen, une figure du syndicalisme mondial, et de la revue Storm. Il change son nom pour Dagerman (Dager signifie « lumière du jour, espoir »).
En août 1943, il épouse Annemarie Götze, fille de réfugiés allemands, pour qu'elle puisse bénéficier de la nationalité suédoise et rester en Suède, son père, militant anarcho-syndicaliste, étant activement recherché en Allemagne. Deux fils naissent de leur union. Le recueil de chroniques Automne allemand (Tysk Höst), qui a pour toile de fond l'après-guerre tragique de l'Allemagne, est dédié à Annemarie.
En 1945, la parution de son premier roman, Le Serpent (Ormen), où déjà apparaît le thème du suicide, le consacre comme le porte-drapeau de la nouvelle vague littéraire suédoise.

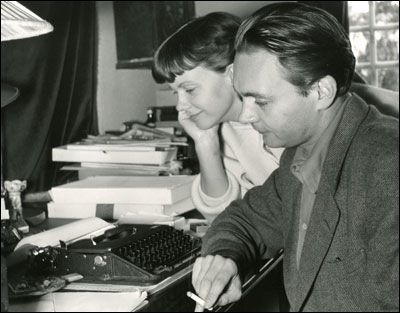
Vers 1950, avec Anita Björk.

En 1946-1947, il est envoyé en Allemagne « année 1 » pour constater les dégâts des bombardements et témoigner pour son journal de la misère et de la pauvreté qui y règnent. Anarchiste engagé, il rentre dans les caves inondées où vivent les rescapés de la tragédie nazie, témoigne des conditions infernales, de la famine, de la haine et de la souffrance, sans pour autant oublier l'horreur d'hier.
Romans et succès littéraires se succèdent ensuite pendant quatre ans. Mais à partir de 1949, Dagerman se trouve dans l'incapacité d'écrire. Divorcé d'Annemarie en 1950, remarié en 1953 avec l'actrice Anita Björk, trop accaparé par sa vie sentimentale, il a la certitude de ne pas être à la hauteur des espoirs que le public avait mis en lui.
Dépressif depuis longtemps, il se suicide, le 4 novembre 1954, dans le garage de sa résidence, en banlieue de Stockholm.
Il laisse dans le deuil sa femme et ses enfants, dont sa fille Lo (née en 1951) qui est la mère de Dan Levy Dagerman, acteur et metteur en scène basé à Los Angeles.

## Thèmes et notoriété
Dans son œuvre, Dagerman aborde les grandes préoccupations universelles telles que la morale et la conscience, la sexualité, la philosophie sociale, l'amour, la compassion et la justice. Il sonde la douloureuse réalité de l'existence et dissèque les émotions telles que la peur, la culpabilité et la solitude. Mais ces sujets qu'on peut qualifier de graves n'empêchent pas un véritable sens de l'humour qui donne à certains de ses textes une dimension burlesque ou satirique.
Un regain d'intérêt pour l'œuvre et la vie de Stig Dagerman revient dans les années 1980. Son œuvre complète, réunie en onze volumes, est maintenant disponible.
Des artistes, tant en Suède qu'à l'étranger, mettent ses textes en musique. Plusieurs de ses nouvelles et romans sont adaptés au cinéma.
L'œuvre de Dagerman, traduite en plusieurs langues, s'est révélée une source d'inspiration pour les lecteurs, écrivains, musiciens et cinéastes de Suède et d'ailleurs.

### Prix Dagerman
En Suède, la société Stig Dagerman attribue chaque année un prix portant son nom aux personnes qui, comme lui, cherchent à promouvoir la compréhension.
En 2008, le prix a été remis à l'écrivain français J. M. G. Le Clézio, qui, peu de temps après, a aussi reçu le prix Nobel de littérature.

## Œuvre

### Romans
- Le Serpent, Denoël, 1966 ((sv) Ormen, 1945), trad. Carl Gustaf Bjurstöm et Hervé CovilleRééd. éditions Gallimard, coll. « L'Étrangère », 1993 ; coll. « L'Imaginaire » no 450, 2001  (ISBN 978-2-07-076007-7)
- L'Île des condamnés, Denoël, coll. « Les Lettres nouvelles », 1972 ((sv) De dömdas ö, 1946), trad. Jeanne GauffinRééd. Agone, coll. « Manufacture », 2009  (ISBN 978-2-7489-0110-8)[3]
- L'Enfant brûlé, Gallimard, 1956 ((sv) Bränt Barn, 1948), trad. Élisabeth BacklundRééd. Gallimard, coll. « L'Imaginaire » no 77, 1981  (ISBN 978-2-07-023392-2)
- Ennuis de noces, Maurice Nadeau/Papyrus, 1982 ((sv) Bröllopsbesvär, 1949), trad. Carl Gustaf Bjurström et Lucie AlbertiniRééd. 10/18, coll. « Domaine étranger » no 2123, 1990  (ISBN 978-2-264-01424-5)

### Recueils de nouvelles
- Jeux de la nuit ((sv) Nattens lekar, 1948)Inédit en français
- Dieu rend visite à Newton, Denoël, coll. « Les Lettres nouvelles », 1976 (Att döda ett barn, 1948), trad. Élisabeth Backlund et Carl Gustaf BjurströmAnthologie de 9 nouvelles choisies par l'éditeur français ; rééd. sous le titre Tuer un enfant, Agone, 2007[4] ; rééd. sous le titre Dieu rend visite à Newton, avec des illustrations de Mélanie Delattre-Vogt, éditions du Chemin de fer, 2009  (ISBN 978-2-916130-20-0)[5]
- Mille ans chez Dieu ((sv) Tusen år hos Gud, 1954), recueil posthumeInédit en français
- Notre plage nocturne, Maurice Nadeau, 1988 ((sv) Vår nattliga badort, 1955), trad. Carl Gustaf Bjurström et Lucie AlbertiniRecueil de dix nouvelles
- Les Wagons rouges, Maurice Nadeau, 1987 ((sv) De röda vagnarna (in Dikter, noveller, prosafragment), 1983), trad. Carl Gustaf Bjurström et Lucie AlbertiniNouvelle édition tirée du recueil original posthume Nattens lekar. Samlade noveller och prosafragment (2014), aux éditions Maurice Nadeau, 2016  (ISBN 978-2-86231-256-9)
- Le Froid de la Saint-Jean, Maurice Nadeau, 1988, trad. Carl Gustaf Bjurström et Lucie Albertini

### Chroniques
- Automne allemand, Actes Sud, 1980 ((sv) Tysk höst, 1947), trad. Philippe BouquetRééd. Actes Sud, 1999, puis Actes Sud, coll. « Babel » no 652, 2004  (ISBN 978-2-7427-5149-5)
- Printemps français, Ludd, 1995 ((sv) Fransk Vär, 1948), trad. Philippe BouquetSuivi de Poèmes satiriques

### Essais

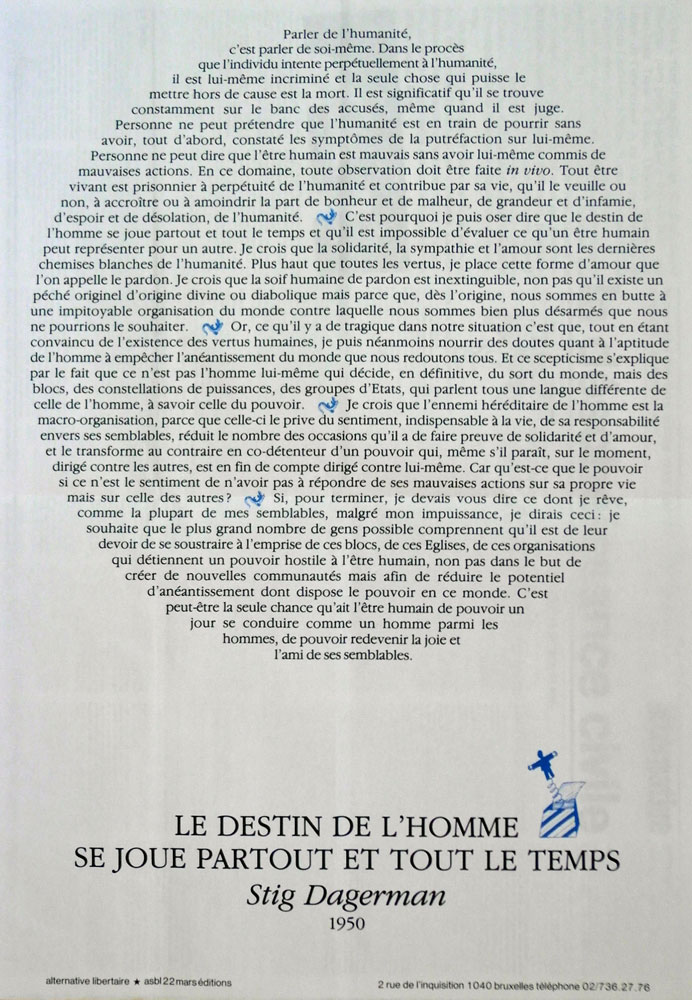
Le destin de l’homme se joue partout et tout le temps, Alternative libertaire (Belgique), 1987.

- Notre besoin de consolation est impossible à rassasier, Actes Sud, 1981 ((sv) Vårt behov av tröst, 1952), trad. Philippe Bouquet
- La Dictature du chagrin et autres écrits amers (1945-1953), Agone, 2009[6]
- L’Anarchisme et moi, 1946[7]

### Théâtre
- Le Condamné à mort ((sv) Den dödsdömde, 1947)Pièce adaptée en français sous le titre Les Rescapés, mise en scène Véronique Widock, texte français de Philippe Bouquet, théâtre Gérard-Philipe, 1987.
- L'Ombre de Mart, Presses universitaires de Caen, 1993 ((sv) Skuggan av Mart, 1948), trad. Gunilla Kock de Ribaucourt
- L'Arriviste suivi de Le Jeu de la vérité, Actes Sud, coll. « Papiers », 1991 (Streber et Ingen Går fri, 1948 et 1949), trad. Philippe Bouquet

### Poésie
- Billets quotidiens, Éditions Cent Pages, coll. « Cosaques », 2014 ((sv) Dagsedlar)Poèmes publiés entre 1944 et 1954
- Suite Birgitta (Birgitta Svit), traduit par Claude Le Manchec, éditions Centrifuges, 2019 ; nouvelle traduction par Philippe Bouquet et Claude Le Manchec, éditions Æncrages & Co, coll. « Feux », 2023

### Correspondance
- Lettres choisies, éditions Actes Sud, 2024, trad. Olivier Gouchet, préface et notices Claude Le Manchec

## Adaptations d'après la vie et l'œuvre de Stig Dagerman

### Littérature
- Björn Ranelid, Mon nom sera Stig Dagerman, Albin Michel, 1995
- Christophe Fourvel, 31, c'est peu, Stig Dagerman (1923-1954), La Fosse Aux Ours, 2023  (ISBN 978-2-357-07181-0)[8]

### Cinéma
- 1954 : En natt på Glimmingehus, film suédois réalisé par Torgny Wickman, avec Bibi Andersson
- 1964 : Bröllopsbesvär, film suédois réalisé par Åke Falck (en), adaptation du roman Ennuis de noces
- 1966 : Orman, film suédois réalisé par Hans Abramson, avec Harriet Andersson, adaptation du roman Le Serpent
- 1967 : Bränt barn, film suédois réalisé par Hans Abramson, adaptation du roman L'Enfant brûlé
- 2009 : 1946, automne allemand, film de Michaël Gaumnitz à partir d’images d’époque et du texte Automne allemand

### Télévision
- 1966 : Skuggan av Mart, téléfilm suédois réalisé par Johan Bergenstråhle, adaptation de la pièce L'Ombre de Mart
- 1978 : Kiipijä, téléfilm finlandais réalisé par Carl-Axel Heiknert, adaptation de la pièce L'Arriviste
- 1978 : Nattens lekar, téléfilm suédois réalisé par Kurt-Olof Sundström
- 1978 : Steber, téléfilm suédois réalisé par Christian Lund, adaptation de la pièce L'Arriviste
- 1983 : Skuggan av Mart, téléfilm suédois réalisé par Kurt-Olof Sundström, adaptation de la pièce L'Ombre de Mart

### Musique
- En 1989, le compositeur français Denis Dufour achève la composition d'une œuvre de musique acousmatique, d'une durée de 67 min 22 s, intitulée Notre besoin de consolation est impossible à rassasier. Le texte de Dagerman y est lu par Thomas Brando. Commencée durant l'été 1987, l'œuvre est créée à Paris le 16 janvier 1989 à l’auditorium 104 de la Maison de la Radio, dans le cadre du cycle acousmatique de l’Ina-GRM[9].
- Dans son album Brûle, publié en 2001, Miossec utilise la citation « Notre besoin de consolation est impossible à rassasier » sur la chanson Consolation.
- Dans leur album Banco, publié fin 2007, les Têtes raides font une lecture de Notre besoin de consolation est impossible à rassasier, reprise sur Corps de mots[10].
- Notre besoin de consolation (2017), œuvre pour orchestre et récitant (Lambert Wilson), de Nuria Giménez-Comas

#### Biographie
- Georges Ueberschlag, Stig Dagerman ou l'innocence préservée : une biographie, L'Élan, 1996 (lire en ligne).

#### Essais
- Christophe Fourvel, 31, c'est peu (Stig Dagerman 1923-1954), éditions La Fosse aux ours, 2023.
- Claude Le Manchec, Stig Dagerman : la liberté pressentie de tous, éditions du Cygne, 2020.
- Claude Le Manchec (préface de Lo Dagerman), Le Rire caché de Stig Dagerman, Ginkgo, coll. « L' Élan », 2023.
- Freddy Gomez, L'Écriture et la Vie. Trois écrivains de l'éveil libertaire : Stig Dagerman, Georges Navel, Armand Robin, Éditions Libertaires, coll. « À contretemps », 2011.
- Karin Dahl, La Réception de l'œuvre de Stig Dagerman en France : la consécration d'un écrivain étranger, L'Harmattan, coll. « Classiques pour demain », 2010 (présentation en ligne).

#### Thèse
- (sv) Rikard Apelgren, En dröm i Lagarnas hus. Ögonblicket, människan och det transcendenta. Studier i Stig Dagermans diktning [« Un rêve dans la maison des lois. Le moment, l'homme et le transcendant. Études sur la poésie de Stig Dagerman »] (thèse de doctorat en littérature comparée à l'université de Stockholm), 2010 (présentation en ligne).